# Eddie Mustafa Muhammad
Eddie Mustafa Muhammad, nato Eddie Gregory (New York, 30 aprile 1952), è un ex pugile, allenatore di pugilato e attore statunitense, campione mondiale dei pesi mediomassimi tra il 1980 e il 1981 (WBA).

## Biografia

### Carriera pugilistica da dilettante
Eddie Gregory si formò pugilisticamente presso la sezione atletica della Polizia del distretto di Brooklyn (New York).
Boxando con il suo nome di nascita, vinse due volte il guanto d'oro dello Stato di New York nella categoria dei pesi welter. Nel 1971 sconfisse in finale il futuro campione dei pesi medi Vito Antuofermo e nel 1972 sconfisse Patrick Maloney. 

### Carriera pugilistica da professionista
Passato al professionismo nei pesi medi nel 1972, dopo aver ottenuto un pari a Marsiglia con il franco-marocchino Nessim Max Cohen, fu sconfitto soltanto ai punti dal terribile picchiatore Bennie Briscoe. Passato ai pesi mediomassimi, ottenne contrastata ma prestigiosa vittoria ai punti contro il futuro campione del mondo Matthew Franklin. 
Nel 1977 sfidò a Torino il detentore del titolo mondiale WBA dei pesi mediomassimi Víctor Galíndez, perdendo con decisione unanime ma di strettissima misura (1-2 punti). Assunse poi legalmente il cognome di Mustafa Muhammad in omaggio alla sua fede islamica.
Nel 1980 ottenne una seconda chance per conquistare la cintura WBA contro Marvin Johnson e vinse per knock-out tecnico all'11º round.
Conquistata la cintura mondiale, la difese vittoriosamente due volte nel 1980. Prima batté Jerry Martin (Kot alla decima ripresa)  e poi l'allora imbattuto campione europeo Rudy Koopmans (abbandono alla terza ripresa) .
Nel 1981 perse il titolo contro il campione olimpico dei medi di Montreal 1976 Michael Spinks con decisione unanime.
Dopo aver perso la cintura, Muhammad combatté svariati match prima di ottenere, nel 1985, una nuova chance per il titolo vacante IBF dei pesi massimi leggeri contro lo jugoslavo Slobodan Kačar, campione olimpico a Mosca 1980. Perse di stretta misura e poi annunciò il suo primo ritiro.
Fece un breve rientro sul ring nel 1988, per poi ritirarsi definitivamente dopo aver perso per Kot con Arthel Lawhorne. Dopo il ritiro intraprese la carriera di allenatore.

### Carriera cinematografica
Mustafa Muhammad apparve in due film. Nel 1980 in Toro scatenato, nel ruolo di Billy Fox. Nel 1981 ne Il guerriero del ring, remake con Leon Isaac Kennedy del film Anima e corpo, dove interpretò se stesso.